# Ampelochóri (ort i Grekland, Thessalien)
Ampelochóri är en ort i Grekland.   Den ligger i prefekturen Trikala och regionen Thessalien, i den centrala delen av landet, 280 km nordväst om huvudstaden Aten. Ampelochóri ligger 821 meter över havet och antalet invånare är 200.
Terrängen runt Ampelochóri är kuperad åt sydost, men åt nordväst är den bergig. Runt Ampelochóri är det mycket glesbefolkat, med 6 invånare per kvadratkilometer. Närmaste större samhälle är Metsovo, 13,1 km väster om Ampelochóri. I omgivningarna runt Ampelochóri växer i huvudsak blandskog.